# LEGO ムービー
『LEGO® ムービー』（レゴ・ムービー、The Lego Movie）は、2014年のアメリカ合衆国・オーストラリア・デンマークのコンピュータアニメーションによる冒険・コメディ映画である。レゴのブロックを基としており、監督は『くもりときどきミートボール』のフィル・ロードとクリストファー・ミラーが務めた。
レゴブロックで構築された世界を舞台に、ひょんなことから世界を救うハメになってしまった主人公エメットのドタバタぶりを描くアニメ作品である。本作は一見ストップモーションでレゴを動かしているように見えるが、全編CGアニメーションで作られており、オーストラリアのVFX制作会社アニマル・ロジックが制作を手掛けている（一部実写がある）。
2016年、ニンテンドー3DS向けに（後述のゲーム版とは別で）『LEGO ムービー 3D』が配信された。

## あらすじ
レゴで出来た世界「レゴワールド」、魔法使いウィトルウィウスの城に危機が押し寄せてきていた。ウィトルウィウスは、マスター・ビルダーたちの自由を奪う世界最強の武器・スパボンを隠していたから、おしごと大王がスパボンを奪いに来たのだった。ウィトルウィウスの抵抗はむなしくレーザー攻撃を受け、視力を奪われ、スパボンはおしごと大王の手に渡った。しかし彼は、いつしか黄色い顔の若者の選ばれし者が奇跡のパーツを見付け出し、世界を救うであろうと予言した。
それから8年半後、エメットは、ブロック・シティに住む、ごく普通の建設作業員。彼は毎朝決まった時間に起き、決まった時間に仕事に行くという、きわめてマニュアル通りな暮らしに何の疑問も抱かず、毎日を能天気に過ごしていた。しかしある日の夕方、エメットが仕事仲間と一緒に帰宅しようとしていたところ、大事なマニュアルが風で飛んで行ってしまう。マニュアルを追って行くと、工事現場に人影を見つけ、声をかけても立ち去ろうとしないフードを被った人影を通報しようとしたエメットはその人影が美女と知るや彼女に一目惚れし、謎の美女を追って、足を滑らせて巨大な穴にうっかり落ちてしまい、不思議な世界に迷い込んでしまった。その奥で、ブロックではない怪しげなパーツを見つける。そのパーツに触れた瞬間、エメットは頭の中に謎の巨大な手と指のヴィジョンを見て、気絶してしまう。気がつくとエメットは、バッドコップというおしごと大王の手下に捕らえられていた。厳しい取り調べに困惑していたが、背中にくっ付いているパーツを指摘され、初めてその事に気付く。それは、穴の底で見つけた奇跡のパーツだった。バッドコップはエメットを「選ばれし者」と断定、このブロックシティの有力者、おしごと大王の野望である世界の終わりの邪魔になると告げる。おしおき部屋でレーザーによる拷問で苦しめられるエメットだったが、そこへ颯爽と怪しい美女が現れ、エメットを助け出す。美女はワイルドガールと名乗り、手近なパーツで奇想天外なバイクを作り出し、エメットを連れ逃走を図る。彼女はその際、その手助けを出来ないエメットを不審に思い彼に質問をする。するとエメットは物を想像できるマスター・ビルダーではなく、ただの普通の人であった事に気付く。
エメットとワイルドガールは境界の壁を越えて、西部の町に逃げ込む。レゴワールドは昔、何でも自由に行き来し、物が作れる世界だった、それを良しとしないおしごと大王がそのテーマごとに世界を区切る国境の壁を作ってしまい、マスター・ビルダーたちを次々に捕らえてしまった。その頃オフィスタワーでは、おしごと大王が表の顔であるおしごと社長として、もうすぐブロックシティで開催するタコスデーに備えていた。愛とタコスを振舞うタコスデーと吹聴しているが、実はスパボンを利用し世界を自分の理想の形に固めてしまおうという計画だった。ワイルドガールはマスター・ビルダーの一人、ウィトルウィウスにエメットを会わせた。ウィトルウィウスはエメットの頭の中に入り込み、彼の想像性を確かめるが、エメットの頭の中は見渡す限りの地平だった。エメットの想像力を試すために何か作らせてみると、出てきたのは二段ソファでまったく役に立たない代物だ。落胆するワイルドガールだが、それでも巨大な手と指、マスター・ビルダーが上の人と呼ぶヴィジョンを見たと言う彼に、ウィトルウィウスは空っぽの頭だからこそ全てを受け入れる事が出来るはずだと言う。
エメットたちは、西部の町まで伸びたバッドコップが率いる超秘密警察の追跡を振り切り、バットウィングに乗ったバットマンの助けもあって、マスター・ビルダーたちが隠れているユニキャットの国、雲の上の楽園に向かう。マスター・ビルダーたちの前でエメットは、おしごと大王を倒すために結束を促す演説をするが、以前オフィスタワーに攻め込んだが惨敗したロボヒゲの反発もあり、マスター・ビルダーで無いことで信頼を得られなかった。そのうち超秘密警察が追ってきて楽園は破壊され、多くのマスター・ビルダーたちが捕らわれの身になってしまう。エメットは、脱出に成功したマスター・ビルダーたちがそれぞれの想像性で組み立てたメチャクチャな潜水艦で海に潜るが、しかしそれ故に不具合があり、浸水して圧解してしまう。逃げたエメットを捜索するバッドコップは、潜水艦の残骸の他に二段ソファしか確認できないと、「選ばれし者」は死んだものと思い引き上げていく。しかしエメットたちは、誰もが役に立たないと思っていたそのソファの中に潜んでいた。ロボヒゲがそのソファごと彼らを引き上げた。最初反発したロボヒゲだったが、ソファの想像性、実用性のなさに、逆に意外性を見て、マスター・ビルダーたちはエメットに協力する事にした。エメットは、マスター・ビルダーの弱点はチームワークのなさだと説明し、自分の長所は、想像性は無いがマニュアルに沿って物を作る創造性の高さだという事を説明する。そして、大王を倒すためのマニュアルを作り、マスター・ビルダーたちを導いていく。
マスター・ビルダーたちは、エメットが作ったマニュアル通りに創造し始め、オフィスタワー侵入作戦を進める。エメットたちはスパボンまであと一歩の所まで辿り着くが、奇跡のパーツを取り付けようとしたその瞬間、バッドコップに見つかり、全員捕まってしまう。最後まで抵抗したウィトルウィウスもおしごと大王のコイン攻撃で首を切られて倒されてしまった。彼は亡くなる直前に、予言はウソ、自分のアドリブとデマカセだったと告白し、息絶える。大王は奇跡のパーツをカッターの刃でエメットの背中から切り離し、コレクションに飾ろうとしたが、誤ってオフィスタワーの下に広がる無の世界に落としてしまった。マスター・ビルダーたちの処刑準備を整えると、空を飛ぶオフィスタワーの最上階と共にブロック・シティへ飛んで行き、搭載されたスパボンで世界を固め始めた。絶望に浸るエメットの所へウィトルウィウスの幽霊が現れ、「予言はウソだが、誰もが選ばれた者になれる」と語りかける。エメットはその言葉を信じて、自身は巻かれている処刑用の電池を道連れに、無の世界に落ちる事でマスター・ビルダーたちの処刑を解除した。ワイルドガールはその勇姿をレゴワールドの人々に伝え、共に大王を倒すために立ち上がろうと訴えた。
エメットは無の世界の底に落ちていった。そこにはレゴブロックで遊ぶ、人間の少年フィンが居た。無の世界とは、ブロックで遊ぶ人がいる現実世界だった。そこに少年フィンの父親が会社から帰ってくる。父親は自分のコレクションで遊ぶ少年フィンを叱る。彼にとって世界ごとに区切られ、整頓されたレゴのジオラマは、完璧なものだった。それをバラバラにして、想像の赴くままに組み替える子供に我慢ができなかった。少年フィンはおもちゃで8歳から14歳向けと書いてあると遊んでいい物だと訴え、父親は頑として受け入れず、遊べないようにスーパーボンドで固定し始める。その姿は正に、世界を固定化するおしごと大王だった。エメットは力を振り絞って体を動かし、少年フィンに存在をアピールする。それが実り、少年フィンはエメットを見付け、エメットに奇跡のパーツ、スパボンを防ぐスーパーボンドのフタを託して彼をレゴワールドに戻した。
レゴワールドでは大王の野望が達成目前だった。そこにエメットが無の世界から舞い戻る。彼はマスター・ビルダーとしての力に目覚め、想像性を駆使して大王に挑む。それを見て諦めかけていたマスター・ビルダーたちも息を吹き返し、大王に最後の対決を挑んだエメットだが、大王にスパボンに足を固められてしまう。絶体絶命のピンチにエメットは最後の力、選ばし者パワーを使うと宣言する。どうしようもない状況のエメットを笑う大王、エメットはそんな大王にそっと手を伸ばし、握手を促す。それがエメットの選ばし者パワーだ。
現実世界でも、少年フィンが作ったレゴに心打たれた父親がいた。この想像性と創造性は父であるあなたを見て学んだものだと少年フィンは訴える。父親は少年フィンに促されるままに、オフィスタワーの最上階を見る。そこには、おしごと大王と対峙し、手を差し伸べるエメットがいた。仕事に明け暮れて想像を忘れて創造だけに勤しむおしごと大王に自分を重ねた父親は、少年フィンにエメットは何と言っているかと聞く。エメットとは少年フィンで、おしごと大王とは父親自身であると気づいた父親は、エメットは何と言っているかと聞く。おしごと大王にも想像性とユーモアはある、誰にでも選ばし者になれる、と少年フィンは言う。改心したおしごと大王は、エメットに歩み寄り、親子が抱きしめ合うようにエメットの手を取ると、奇跡のパーツを自らスパボンに取り付け、機能を停止させた。父親は少年フィンと和解し、共にレゴを楽しみ始めた。そこに母親が今夜のご飯はタコスと呼びかける。親子はご飯を食べるためにその場を離れようとしたが、父親は思い付いたように「もう一人にも遊ばせる」と宣言をした。その頃、レゴワールドでは新たな危機が訪れていた。低年齢向けブロックでできたデュプロ星人が来襲してきたのだ。デュプロ星人は地球侵略を宣言するのだった。

## 登場人物
エメット（Emmet）
本作の主人公で、『レゴ シティ』シリーズの建設作業員の一人。フルネームはエメット・ブロックスキー（Emmet Brickowski）。ブロック・シティで平穏に暮らし、何から何までマニュアル通りの暮らしを送っている、どこにでもいる普通のデザイン、普通のパーツの男。偶然迷い込んだ地下世界で「奇跡のパーツ」を手に入れてしまい、世界を救うことができる「選ばれし者」と勘違いされて戦いに巻き込まれる。しかし、ワイルドガールたちと共に行動していくにつれ、自分の知識(主にマニュアル)で世界を救う術を切り開いていく。
おしごと大王（おしごと社長）（Lord Business）
レゴワールドの全てを陰で牛耳る邪悪なビジネスマン。表向きはおしごと社長（President Business）として街の大企業オクタン・コーポレーション(日本語吹き替えでは「ブラック社」)の社長を務めているが、裏ではレゴワールドを完全に支配しようと企んでいる。完璧主義者で、物事が自分の思い通りにならないと気が済まない性格。手下たちを使って、自分の計画を邪魔するマスター・ビルダーたちを倒そうと画策する。
ワイルドガール（Wyldstyle）
劇中でエメットが最初に出会ったマスター・ビルダー。どんな敵にも立ち向かう武闘派で、当初はエメットを「選ばれし者」だと思い込み、戦いに巻き込んでしまう。
バットマン（Batman）
マスター・ビルダーの一人。DCコミックスのスーパーヒーローで、ワイルドガールのボーイフレンド。いつもキザに決めているが、少々ドジなところがある。
『レゴ スーパー・ヒーローズ』から登場したクロスオーバーのキャラクター。
ロボヒゲ（Metal Beard）
『レゴ 海賊シリーズ』の海賊で、マスター・ビルダーの一人。かつては最強の海賊『黒ひげ』であったが、おしごと大王のアジトでの戦闘で体(頭以外すべて)を失い、船の廃材で新しい体を作り、サイボーグ『ロボヒゲ』としてよみがえった。おしごと大王に復讐を誓っている。
ユニキャット（UniKitty）
雲の上の楽園の住民で、ユニコーンと猫が合わさった生き物。おしごと大王の世界征服を阻止するべくエメットたちに力を貸す。普段は陽気でニコニコしているが、怒ると恐ろしい。
ベニー（Benny）
1980年代に発売された『レゴ 宇宙シリーズ』の宇宙飛行士。だいぶ使い古されてヒビの入ったヘルメットをかぶっている、マスター・ビルダーの一人。
バッド・コップ（Bad Cop）
おしごと大王の手下。普段は残忍かつ冷酷な性格だが、顔が回転すると、優しい性格のグッド・コップ（Good Cop）になる。おしごと大王に忠実で、エメットたちを執拗に付け狙う。怒っている時は所構わず、回転椅子のようなものに八つ当たりする。
ウィトルウィウス（Vitruvius）
「選ばれし者」がおしごと大王を倒し世界を救うと予言した、盲目の魔法使い。マスター・ビルダーたちをまとめる長老でもあり、エメットに様々な助言を与える。一見白眼に見えるが、瞳は瞑ったままで白い眉毛を動かしている。レゴとは異なるキャンディで作った杖を使用する。
スーパーマン（Superman）
バットマンと同じDCコミックスの出身スーパーヒーロー。
『レゴ スーパー・ヒーローズ』から登場したクロスオーバーのキャラクター。
グリーンランタン（Green Lantern）
バットマンと同じDCコミックスの出身スーパーヒーロー。
『レゴ スーパー・ヒーローズ』から登場したクロスオーバーのキャラクター。
ワンダーウーマン（Wonder Woman）
バットマンと同じDCコミックスのスーパーヒーロー。インビジブル・ジェットを愛用しているが、超秘密警察のドロップシップの砲撃で破壊された。
『レゴ スーパー・ヒーローズ』から登場したクロスオーバーのキャラクター。
パパ・コップ（Pa Cop）
ママ・コップ（Ma Cop）
バッド・コップの両親。

## 作品に登場する用語
選ばれし者（The Special）
ウィトルウィウスの予言で、唯一世界を救うことが出来るとされている存在。
マスター・ビルダー（Master Builder）
自由な創造力を持っているレゴワールドの住人。身の回りにあるレゴブロックで様々な武器や乗り物を生み出すことが出来る。DCコミックスのスーパーヒーローや映画のキャラクターが大半を占めており、ワイルドガールやウィトルウィウスもこれにあたる。
ブロック・シティ（Bricksburg）
『レゴ・シティ』と『レゴ・クリエーター』で組まれた世界。エメットの故郷である大都市で、ブラック社によって人々の暮らしの全てが管理・統制されている。
西部の町（Old West）
『レゴ・ウェスタン』で組まれた西部開拓時代を再現した町。
中つ国（Middle Zealand）
『レゴ・キャッスル』または映画『ロード・オブ・ザ・リング』で組まれた世界。厳密にいえば中世にあたるが、映画『ロード・オブ・ザ・リング』の影響で「中つ国」となっている。
雲の上の楽園（Cloud Cuckooland）
説明書もシリーズの区切りも無く、自由な形にレゴブロックが組まれている世界。ユニキャットが住んでる場所。ワンコと呼ばれる犬の頭の形をした講堂があり、マスター・ビルダーたちが秘密の会合をここで行う。
ブラック社
表向きにはおしごと社長が経営する大企業で、音楽、牛乳、コーヒー、テレビ番組、監視カメラ、教科書、投票機など数多くの事業を行っているが、裏ではおしごと大王が望む完璧な世界を作り上げるために、国々を壁で隔て、マスター・ビルダー達を次々と捕らえている。
オフィスタワー（President Business' Office）
ブラック社が所在する超高層タワー。従業員はバッド・コップとテレビ番組出演者を除き、全員ロボットである。厳重な警備がなされており、おしごと大王が計画している悪事を止めるためにロボヒゲを初めとするマスター・ビルダー達が乗り込むも、全員返り討ちに遭っている。捕らえられたマスター・ビルダーは「アイデアタンク」という場所に閉じ込められている。また、社長室には使用済みの絆創膏や油性ペンなどのコレクションが飾られている。
タコス・デー（Taco Tuesday）
ブラック社が企画したイベント。ルールを守っている市民にタコスと愛をプレゼントすると謳っているが、実際にはスパボンを使い、世界を終わらせる日のことである。
奇跡のパーツ（The Piece of Resistance）
エメットが地下世界に迷い込んだ時に見つけた、謎の赤い"パーツ"。おしごと大王の世界の終わりを阻止するためのキーアイテムとなるらしい。
スパボン（Kragle）
おしごと大王が強奪した謎の超兵器。彼はこれを使って、世界の終わりを成し遂げようとしている。
「上にいるお方」（The Man Upstairs）
レゴワールドのさらに上の世界にいると言われている人物。神様のような存在らしい。

## キャスト
| 役名                              | 原語版                       | 日本語吹替 |
| --------------------------------- | ---------------------------- | ---------- |
| エメット                          | クリス・プラット             | 森川智之   |
| おしごと大王（おしごと社長）/パパ | ウィル・フェレル             | 山寺宏一   |
| ワイルド・ガール                  | エリザベス・バンクス         | 沢城みゆき |
| バットマン                        | ウィル・アーネット           | 山寺宏一   |
| ロボヒゲ                          | ニック・オファーマン         | 間宮康弘   |
| ユニキャット                      | アリソン・ブリー             | 沢城みゆき |
| ベニー                            | チャーリー・デイ             | 岩崎ひろし |
| バッド・コップ（グッド・コップ）  | リーアム・ニーソン           | 玄田哲章   |
| パパ・コップ                      | リーアム・ニーソン           | 羽佐間道夫 |
| ウィトルウィウス                  | モーガン・フリーマン         | 羽佐間道夫 |
| スーパーマン                      | チャニング・テイタム         | 森川智之   |
| グリーンランタン                  | ジョナ・ヒル                 | 岩崎ひろし |
| ワンダーウーマン                  | コビー・スマルダーズ         | 矢島晶子   |
| ママ・コップ                      | メリッサ・スターム           | 沢城みゆき |
| ガンダルフ                        | トッド・ハンセン             | 羽佐間道夫 |
| エイブラハム・リンカーン          | ウィル・フォーテ             | 岩崎ひろし |
| ウィリアム・シェイクスピア        | ジョーマ・タコーン           | 玄田哲章   |
| シャキール・オニール              |                              | 玄田哲章   |
| ハン・ソロ                        | キース・ファーガソン         | 森川智之   |
| C-3PO                             | アンソニー・ダニエルズ       | 岩崎ひろし |
| ランド・カルリジアン              | ビリー・ディー・ウィリアムズ | 玄田哲章   |

- 日本語吹替版は森川智之、沢城みゆき、山寺宏一、羽佐間道夫、矢島晶子、玄田哲章、岩崎ひろし、間宮康弘の8名で全キャラクターを演じ分けている[14]。
- 予告編の時点ではエメットを冨永みーな、おしごと大王とバッドコップを山寺宏一、ワイルド・ガールとワンダーウーマンを山下百合恵、バットマンを東地宏樹、ウィトルウィウスを永井一郎が演じていた。

## 製作
映画の企画は2008年よりワーナー・ブラザースで進められていた。2009年8月、ダンとケヴィン・ハーゲマンがコメディ・アクション・アドベンチャーの実写/アニメ映画の脚本を執筆中であることが発表された。2010年6月、『くもりときどきミートボール』がフィル・ロードとクリストファー・ミラーが脚本及び監督のために雇われた。2011年11月、ワーナー・ブラザースがプロジェクトにグリーンライトを出し、2014年公開を予定していることが報じられた。オーストラリアのアニマル・ロジックがアニメーションを提供し、それは全体の80%に及んでいる。また『Robot Chicken』のクリス・マッケイが共同監督として参加した。2012年3月、ロードとミラーはワーキングタイトル『Lego: The Piece of Resistance』とストーリーラインを発表した。2012年4月、ワーナー・ブラザースは公開日を2014年2月28日に設定した。
初めてキャストが明らかとなったのは2012年6月であり、クリス・プラットが主人公のレゴキャラクターのエメットの声、ウィル・アーネットがレゴのバットマンの声を務めると報じられた。またレゴのスーパーマンの声にはチャニング・テイタムがオファーされた。2012年8月、エリザベス・バンクスがルーシー（後にワイルド・ガールに変更）の声、モーガン・フリーマンが謎の存在であるウィトルウィウスの声を務めることが明らかとなった。2012年10月、ワーナー・ブラザースはタイトルを単に『Lego』とし、公開日を2014年2月7日に変更した。2012年11月、アリソン・ブリー、ウィル・フェレル、リーアム・ニーソン、ニック・オファーマンが出演契約を交わした。ブリーは大きな秘密を抱えるエメットのチームのメンバー、フィレルは悪役のおしごと大王（おしごと社長）、ニーソンはバッド・コップ（グッド・コップ）、オファーマンはおしごと大王への復讐を企む海賊のロボヒゲの声を務める。2013年3月21日、タイトルは『The Lego Movie』となることが発表された。
2012年7月より、公式Facebookページで、優勝者が作ったレゴの車が映画に登場するというコンテストが開催された。映画の場面やキャラクターに基づいたレゴ・セットやミニフィグが発売される。
ミラーが幼少期に遊んだレゴ・セットである宇宙シリーズが映画で使用される。
本作の主題歌「すべてはサイコー！！」は、カナダのシンガーデュオ、ティーガン&サラが歌っており、アメリカのコメディー・グループ、ザ・ロンリー・アイランドがフィーチャリングされている。

## 公開
最初の予告編は2013年6月18日に公開された。2本目の予告編は2013年10月30日に公開された。

## 評価

### 興行収入
北米市場における初週の興行収入は6,905万ドルで1位となった。この数字は2月公開の映画の初動成績としては『パッション』に次いで第2位の数字である。「批評家から絶賛されたこと」「題材となったレゴブロックが広く普及していること」「ポップカルチャーへの言及があり、ユーモアに富んでいたため、大人も映画館に足を運んだこと」がヒットの要因とされている。また、本作を3Dで鑑賞した人の割合は35％だった。

### 批評家の反応
本作は高く評価されている。映画批評集積サイトRotten Tomatoesには221件のレビューがあり、批評家支持率は96％、平均点は10点満点で8.4点となっている。また、Metacriticには11件のレビューがあり、加重平均値は81/100となっている。
『Newark Star-Ledger』のステファン・ウィティーは4つ星評価で3つ星半を与え、「玩具が題材となっているだけあって、色彩豊かでほのぼのとしている。それでいて大人も子供も楽しめる作品になっている。」と評した。
映画監督のエドガー・ライトは、本作を2014年トップ10映画に選出、映画監督のジェームズ・ガンが2014年のお気に入りの映画12本の中で本作を挙げている。
米Facebookが発表した、2014年にFacebook上で話題になった映画トップ10で第5位にランクインした。
英ガーディアン紙が選ぶ2014年映画ベスト10の第9位を獲得。
本命視されていた第87回アカデミー賞の長編アニメ映画賞本選へのノミネートはならなかった。これに対して監督のフィル・ロードは自身のツイッターで、レゴブロックで作ったオスカー像の写真を掲載し、「大丈夫だよ!自分で作ったから」とコメントした。なお、本作がアカデミー賞のノミネートを逃した理由については、実写パートがかなり含まれる（アカデミー長編アニメ映画賞には「上映時間の75%以上をアニメーションが占めること」という条件がある）点が指摘されている。

### 受賞
- 第80回ニューヨーク映画批評家協会賞・アニメ映画賞[48]
- ナショナル・ボード・オブ・レビュー賞 (2014年)[49]
  - 作品賞トップ10
  - 脚本賞 - フィル・ロード、クリス・ミラー
- 第13回サンフランシスコ映画批評家協会賞・長編アニメーション賞[50]
- 第48回カンザスシティ映画批評家協会賞・アニメーション映画賞
- 第18回トロント映画批評家協会賞・長編アニメーション賞（次点）
- 第20回クリティクス・チョイス・アワード・最優秀長編アニメ映画[51]
- 第42回アニー賞・長編部門脚本賞 - フィル・ロード&クリス・ミラー[52]
- 第65回アメリカ映画編集者協会 エディ賞・最優秀作品賞（長編アニメ部門）[53]
- 第68回英国アカデミー賞・アニメーション映画賞

## テレビゲーム
『LEGO ムービー ザ・ゲーム』は本作を基にしたテレビゲームで、TT Gamesが開発し、Xbox 360、Xbox One、PlayStation 3、PlayStation 4、Wii U、ニンテンドー3DS、PlayStation Vita、Windows用ソフトとして2014年に発売された。日本ではこのうち、PlayStation 3、PlayStation 4、Wii U、ニンテンドー3DSの4形態で同年11月6日に発売された。映画を基にしているが、ゲーム内容はプラットフォームによって異なる。
2016年には、ニンテンドー3DSのeShopにて『LEGO ムービー 3D』が配信開始。

## 続編
2014年2月3日に、続編の脚本家としてジャレッド・スターンを起用することが発表された。

## 関連作品
- プリンセス ユニキャット - ユニキャットが主人公のアニメ。日本では2018年6月3日に放送開始[56]。